# Leichtathletik-Weltmeisterschaften 2022/Teilnehmer (Antigua und Barbuda)
| Goldmedaillen | Silbermedaillen | Bronzemedaillen |
| ------------- | --------------- | --------------- |
| —             | —               | —               |

Der Leichtathletikverband von Antigua und Barbuda nahm an den Leichtathletik-Weltmeisterschaften 2022 in Eugene mit je einer Athletin und einem Athleten teil.

## Ergebnisse

### Männer

#### Laufdisziplinen
| Athlet        | Disziplin | Vorlauf | Vorlauf | Halbfinale | Halbfinale | Finale | Finale |
| Athlet        | Disziplin | Zeit    | Platz   | Zeit       | Platz      | Zeit   | Platz  |
| ------------- | --------- | ------- | ------- | ---------- | ---------- | ------ | ------ |
| Cejhae Greene | 100 m     | 10,17 s | 27      | DNQ        | DNQ        | –      | –      |

### Frauen

#### Laufdisziplinen
| Athlet       | Disziplin | Vorlauf | Vorlauf | Halbfinale | Halbfinale | Finale | Finale |
| Athlet       | Disziplin | Zeit    | Platz   | Zeit       | Platz      | Zeit   | Platz  |
| ------------ | --------- | ------- | ------- | ---------- | ---------- | ------ | ------ |
| Joella Lloyd | 100 m     | 11,27 s | 27      | DNQ        | DNQ        | –      | –      |
| Joella Lloyd | 200 m     | 22,99 s | 23      | 23,38 s    | 23         | DNQ    | DNQ    |